# Richard Carew
Richard Carew (Antony, 17 luglio 1555 – Antony, 6 novembre 1620) è stato uno storico, traduttore e antiquario inglese.
Noto in patria per la sua Survey of Cornwall, che è cronologicamente la seconda opera storiografica dedicata ad una contea inglese, è noto in Italia per aver tradotto (1594) in lingua inglese i primi cinque canti della Gerusalemme liberata del Tasso, correggendo la precedente versione di Edward Fairfax. Ha inoltre tradotto, basandosi sulla versione in lingua italiana di Camillo Camilli, Examen de Ingenios di Juan Huarte de San Juan.
Carew era membro dell'Elizabethan Society of Antiquariese (della quale facevano parte anche William Camden, William Lambarde, William Patten e John Stow); inoltre, faceva parte dell'élite intellettuale elisabettiana che si riuniva presso la Mermaid Tavern. È autore della Epistle concerning the Excellencies of the English Tongue

## Biografia
Carew, figlio del parlamentare della House of Commons of England Thomas Carew, era un gentiluomo della Cornovaglia. Aveva studiato al Christ Church college, ad Oxford, con Philip Sidney e William Camden; successivamente a Londra, presso la Middle Temple.
È stato High Sheriff of Cornwall dal 1583 al 1586 e membro del Parlamento inglese per il borgo putrido Saltash nel 1584. Ha sposato Juliana Arundell, figlia del già Sceriffo di Cornovaglia John Arundell (1573-1574); loro figlio Richard è stato ordinato baronetto nel 1641, ed è stato il primo Baronetto Carew.